# Rudolph Lewis

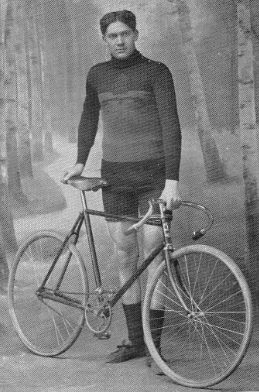
Rudolph Lewis

Rudolph Ludewyk Lewis (* 12. Juli 1887 im Waterberg-Distrikt; † 29. Oktober 1933 in Pretoria) war ein südafrikanischer Radrennfahrer.

## Werdegang
Lewis gewann die Goldmedaille im olympischen Straßenrennen 1912 in Stockholm. Die Strecke führte um den Mälarsee in der Nähe von Stockholm, auf der bis heute das traditionelle Radrennen „Rund um den Mälarsee“ durchgeführt wird. Das Rennen wurde als Einzelzeitfahren über 320 km ausgetragen. Lewis ging als zweiter Fahrer auf die Strecke und fuhr im Alleingang, nachdem der erste Fahrer frühzeitig aufgegeben hatte. Nach 10 Stunden, 42 Minuten und 39 Sekunden war er im Ziel, in der Endabrechnung hatte er neun Minuten Vorsprung auf den Zweitplatzierten.
In den Jahren 1913 und 1914 war Lewis als Profi in Europa aktiv. 1914 gewann er das Radrennen Rund um Dresden. Im Jahr zuvor hatte er dieses Rennen auch gewonnen, war aber – aus heute nicht nachvollziehbaren Gründen – disqualifiziert worden.
Bei seinen Profirennen in Europa wurde Rudolph Lewis von Diamant mit Fahrrädern ausgestattet. 1913 nahm er am Rennen Berlin–Cottbus–Berlin teil, war aber vom Pech verfolgt: „Der Südafrikaner Lewis, der auch auf der Fahrt ‚Rund durch Westdeutschland‘ vom Pech verfolgt gewesen ist, hatte seine Maschine, an der das Vorderrad gebrochen war, am Wendepunkt der Fahrt Berlin-Cottbus-Berlin durch Rütt einem Herrn der Kontrolle mit der Bitte übergeben lassen, das Rad an die Diamant-Werke in Chemnitz-Reichenbrand zu senden. Da dies jedoch nicht geschehen ist, bittet Lewis den betreffenden Herrn um baldige Absendung der Maschine.“ Trotz dieses Missgeschicks mit seinem Diamant-Rad erklärte er im Jahr darauf in einer Anzeige des Unternehmens: „Ich habben nog nie einen anderes Maschine genommen from Diamand den Original als wie im Katalog und ich sein gewesen viel oft auf der strassen geliegt but die bloody Bicycle bliewen immer gans.“